# Невеш
Невеш (пол. Niewiesz) — село в Польщі, у гміні Поддембиці Поддембицького повіту Лодзинського воєводства.
Населення — 344 особи (2011).
У 1975—1998 роках село належало до Серадзького воєводства.

## Демографія
Демографічна структура станом на 31 березня 2011 року:
|          | Загалом | Допрацездатний вік | Працездатний вік | Постпрацездатний вік |
| -------- | ------- | ------------------ | ---------------- | -------------------- |
| Чоловіки | 153     | 34                 | 102              | 17                   |
| Жінки    | 191     | 34                 | 105              | 52                   |
| Разом    | 344     | 68                 | 207              | 69                   |